# 파평용연
파평용연(坡平龍淵)은 대한민국 경기도 파주시 파평면 눌노리에 있는, 파평윤씨 시조(윤신달)가 탄강한 연못이다. 2001년 12월 21일 파주시의 향토문화유산 제10호로 지정되었다.

## 개요
파주를 본관으로 대표적인 성씨인 파평윤씨(坡平尹氏)의 시조 윤신달이 탄생한 연못이다. 파평용연에는 다음과 같은 전설이 전해지고 있다. 신라 말 진성여왕 7년(893) 8월 15일 한가위에 이 용연 일대 하늘에 난데없이 구름이 뒤덮이고 안개가 사방에 자욱하게 끼더니 뇌성벽력이 천지를 진동하였다. 이때마침 윤온이라는 할머니가 문득 못 가운데를 보니 안개는 지척을 분간할 수 없을 정도로 그 주위를 뒤덮고 있었는데 별안간 못에서 빛이 솟으면서 금궤 하나가 물위로 떠오르는 것이 아닌가. 윤 노파는 기이하게 여기면서도 두려움과 호기심이 엇갈리는 가운데 마음을 다잡아먹고 그 상자를 건져 열어보았다. 그런데 이게 어찌된 일인가. 너무도 놀라운 일이 아닐 수 없었다. 상자를 열어본 윤노파는 잠시 아무 말도 못하고 눈만 둥그렇게 뜨고 있었다. 찬란한 금궤 속에는 오색의 아름다운 깃털에 싸인 옥동자가 들어있었던 것이다. 이 옥동자를 살펴보니 좌우 어깨 위에는 일월을 상징하는 붉은 점이 있고 양쪽 겨드랑이에는 81개의 비늘이 나 있었으며, 또한 발에는 북두칠성처럼 일곱 개의 흑점이 있어 황홀한 광채를 내고 있었다. 그뿐 아니라 손바닥에는 윤(尹)자 무늬가 있었다고한다. 윤 노파는 이 아이를 집으로 데려가 잘 거두어 길렀다. 이 아기는 잘생긴 얼굴에 자랄수록 영특하고 인물이 수려했다. 아이는 장성하여 큰 벼슬을 지냈는데 그가 바로 파평윤씨의 시조가 되었다. 파평윤씨 대종회에서 펴낸 시조 윤신달의 현손인 《윤관 장군 일대기》에 의하면, 윤관이 함흥 선덕진광포에서 거란군의 포위망을 뚫고 탈출하여 강가에 이르렀을 때 잉어 떼의 도움을 받아 무사히 강을 건너 탈출했는데 적병이 뒤쫓아 왔을 때에는 잉어 떼가이미 흩어져 버렸다는 고사가 있다. 윤씨들은 이고사에 따라 시조에 대한 활명지은(活命之恩)이있다 하여 잉어를 먹지 않는다고 한다. 또한 파평윤씨 시조인 윤신달이 용연에서 떠올랐을 때겨드랑이에 잉어의 비늘이 있었기 때문에 잉어를 먹지 않는다는 속설 또한 이 파평용연의 전설에 기인한 것이다.